# Amersfoort
Amersfoort é uma cidade e município da província de Utrecht, nos Países Baixos. Em 1 de janeiro de 2022, tinha uma população de 158 590 habitantes. É um importante centro de convergência de vias férreas e rodoviárias. A sua anterior importância económica, como cidade da estrada de ferro, deveu-se à grande área ferroviária que era uma das características da cidade e foi perdida com a desativação das oficinas de manutenção e de manobras da empresa ferroviária. Foi, contudo, construída uma nova estação para guardar comboios de longa distância. As provas de pentatlo moderno dos Jogos Olímpicos de Verão de 1928 realizaram-se nesta cidade.

## História
Os dados da região de Amersfoort datam de cerca de 1000 a. C., mas o nome Amersfoort (que significa Forte do rio Amer, hoje escrito rio "Eem", só aparece a partir do século XI. O título de cidade foi-lhe concedido pelo Bispo Heinrich I (Hendrik van Vianden), em 1259.
A torre Onze-Lieve-Vrouwetore ("Torre de Nossa Senhora") é uma das mais altas torres de igreja do país, com 98 metros de altura. A construção da Igreja e Torre começou em 1444. A Igreja foi destruída por uma explosão em 1787, mas a torre foi poupada. A torre marca o centro simbólico dos Países Baixos europeus, e foi usada como centro para um sistema de coordenadas cartográficas.
O centro histórico medieval da cidade vale a pena ser visitado. De destaque são:
- a Igreja de Sint-Joris,
- a Torre "Koppelpoort" (Torre combinada para uso em terra e na água, pode ser vista do trem para Apeldoorn muito bem), e
- as Muurhuizen (Casas da Muralha), que foram construídas com partes das antigas muralhas da cidade.

Na Idade Média Amersfoort foi um importante centro da indústria têxtil. No século XVIII, a cidade floresceu com o comércio do tabaco.

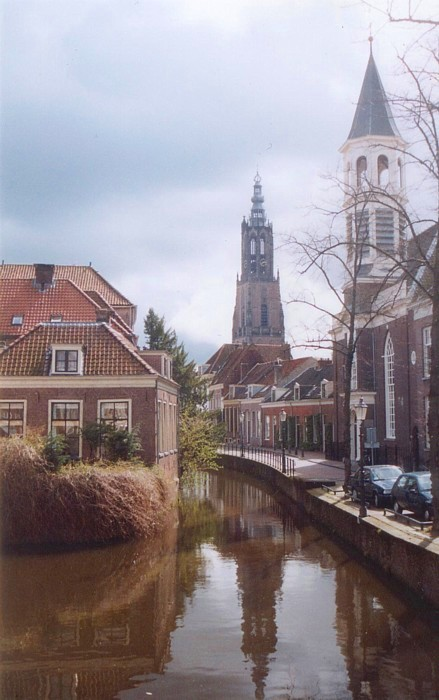
O rio Eem em sua passagem por Amersfoort, vista da Torre da Nossa Senhora ao fundo

### Amersfoort na Segunda Grande Guerra
No dia 18 de agosto de 1941 foi estabelecido na cidade um campo de concentração pelas tropas de ocupação nazistas. Funcionou como "campo de internação" (na nomenclatura nazista) para "reféns" e também como "campo de proteção", "campo de trânsito para jovens" e "campo de treinamento de trabalhadores" do regime nazista. Os prisioneiros eram empregados em trabalhos de desmatamento, assim como de serralheria ao redor do campo de concentração. Amersfoort foi também lugar de execuções. Até a entrega do campo à Cruz Vermelha neerlandesa em 20 de abril de 1945, foram ali executados 32.500 seres humanos. Em alguns períodos o campo serviu como "campo de detenção" para mulheres e crianças com nacionalidade norte-americana. Depois da guerra, o nazista Karl Friedrich Titho foi condenado a seis anos de prisão pelas execuções em Amersfoort.

## Geografia
O município está localizado na província de Utrecht, na região central dos Países Baixos, às margens do rio Eem.
Amersfoort tem um clima marítimo moderado, com uma diferença clara entre as quatro estações. Durante os meses de inverno, pode haver períodos prolongados de geada. Precipitação é distribuída igualmente durante todo o ano, caíndo em forma de neve durante o inverno. As temperaturas médias e máximas são maiores durante junho, julho e agosto, e menores durante dezembro, janeiro e fevereiro. A úmidade relativa do ar segue o mesmo padrão, sendo maior no inverno do que no verão. Maio, junho e julho são os meses com maiores horas médias de sol, e novembro, dezembro e janeiro tem menos tempo ensolarado.

## Keistad(Cidade da Pedra)
O apelido (alcunha) de Amersfoort é Keistad (cidade da pedra), e é originário da Amersfoortse Kei, uma rocha que foi arrastada para a cidade em 1661 por 400 pessoas, por causa de uma aposta. Essa história constrangeu muito os outros habitantes da cidade, que resolveram enterrá-la, mas o seu esconderijo foi encontrado em 1903 e ela foi colocada em lugar de destaque, como um monumento, em homenagem a algo que ainda hoje não foi esclarecido, talvez à imbecilidade do ser humano.

## Notáveis naturais ou residentes na cidade
- Paulus Buys (1531-1594), raadspensionaris (político)
- Johan van Oldenbarnevelt (1547-1619), estadista e diplomata
- Johannes Heesters (1903-2011), ator, estrela de operetas e apresentador de televisão
- Pieter Cornelis Mondriaan (1872-1944), pintor
- Ben Pon (1936-), piloto de automobilismo